# Piptocephalis acephala
Piptocephalis acephala är en svampart som beskrevs av P.M. Kirk ined. Piptocephalis acephala ingår i släktet Piptocephalis och familjen Piptocephalidaceae.   Inga underarter finns listade i Catalogue of Life.